# Su Crastu Covaccadu
Der Dolmen Su Crastu Covaccadu liegt auf der Ebene von Paule S'iscudu bei Torralba  in der Metropolitanstadt Sassari auf Sardinien. Die Gegend ist reich an archäologischen Resten. Nur 100 Meter südlich liegt das stärker gestörte Gigantengrab Sa Pedra Covaccada.
Su Crastu Covaccadu steht auf einem Felsvorsprung aus Basaltgestein. Vor kurzem wurde Material für den Bau einer Trockensteinmauer entfernt. Trotzdem ist der Dolmen in relativ gutem Zustand, weil Teile der Wände und die monolithische Deckenplatte stehen blieben. Die Seitenwände sind unten aus großen Blöcken und oben aus kleineren Steinen gebaut. Aber es ist unsicher, ob es sich überall um die ursprünglichen Wände handelt. Die Oberfläche der Platte ist mit Symbolen oder Tierfiguren und mit Kanälen ritueller Art für Flüssigkeiten bzw. Trankopfer dekoriert.
In der Nähe liegt der Dolmen von Prunaiola.